# Francesco Ingargiola
Francesco Ingargiola (Mazara del Vallo, 15 febbraio 1973) è un ex maratoneta italiano.

## Biografia
Nel 1995 ha vinto la 1ª edizione dei campionati mondiali militari di maratona disputati a Roma e la 3ª edizione nel 2003 a Catania, nel 1997 si è classificato trentesimo ai Campionati del mondo di atletica leggera svoltisi ad Atene. Nel 2000 è giunto terzo alla maratona di Roma con il personale di 2h08'48, sempre nello stesso anno ha vinto la Maratonina Roma-Ostia con il tempo di 1h01'19", nel 2006 ha ottenuto il quinto posto nella maratona ai Campionati europei di atletica leggera a Göteborg vincendo la coppa europa a squadre insieme a Stefano Baldini e Daniele Goffi.

## Palmarès
| Nazionale Italia | Nazionale Italia    | Nazionale Italia | Nazionale Italia | Nazionale Italia | Nazionale Italia |
| ---------------- | ------------------- | ---------------- | ---------------- | ---------------- | ---------------- |
| 1997             | Campionati mondiali | Atene            | 30º              | Maratona         | 2:23:30          |
| 2000             | Maratona di Roma    | Roma             | 3º               | Maratona         | 2:08:48          |
| 2006             | Campionati europei  | Göteborg, Svezia | 5º               | Maratona         | 2:13:04          |

## Campionati nazionali
1997
- Oro ai campionati italiani di maratonina - 1h03'11"

2005
- Bronzo ai campionati italiani di maratonina - 1h05'23"

## Altre competizioni internazionali
1995
- 15º al Golden Gala ( Roma), 5000 m piani - 13'42"65

1996
- Bronzo alla Maratona di Roma ( Roma) - 2h12'36"
- Argento alla Roma-Ostia ( Roma) - 1h03'26"

1997
- 5º alla Maratona di Torino ( Torino) - 2h12'01"

1999
- Bronzo alla Mezza maratona di Busto Arsizio ( Busto Arsizio) - 1h03'25"

2000
- Bronzo alla Maratona di Roma ( Roma) - 2h08'49"
- 10º alla Maratona di Venezia ( Venezia) - 2h13'23"
- 10º alla Stramilano ( Milano) - 1h02'25"
- Oro alla Roma-Ostia ( Roma) - 1h01'19"
- 9º alla Mezza maratona di Udine ( Udine) - 1h02'48"

2001
- 7º alla Milano Marathon ( Milano) - 2h11'22"
- Bronzo alla Roma-Ostia ( Roma) - 1h02'32"
- 8º alla Mezza maratona di Udine ( Udine) - 1h03'17"
- 4º alla Mezza maratona di Ravenna ( Ravenna) - 1h05'05"
- 4º alla Mezza maratona di Palermo ( Palermo) - 1h04'09"
- 4º alla Mezza maratona di Mira ( Mira) - 1h04'59"

2002
- 8º alla Milano Marathon ( Milano) - 2h13'56"
- 15º alla Stramilano ( Milano) - 1h05'22"
- 11º alla Roma-Ostia ( Roma) - 1h03'34"
- 8º alla Mezza maratona di Udine ( Udine) - 1h02'30"
- Oro alla Mezza maratona di Palermo ( Palermo) - 1h05'21"

2003
- Bronzo alla Padova Marathon ( Padova) - 2h10'50"
- Oro alla Maratona di Palermo ( Palermo) - 2h14'51"
- 10º alla Roma-Ostia ( Roma) - 1h03'42"

2004
- 7º alla Padova Marathon ( Padova) - 2h13'37"
- 15º al Memorial Peppe Greco ( Scicli) - 30'49"

2005
- 7º alla Maratona di Roma ( Roma) - 2h12'24"
- Bronzo alla Maratona di Venezia ( Venezia) - 2h10'25"
- Oro alla Maratona di Ravenna ( Ravenna) - 2h18'17"
- Argento alla Maratonina Vittoria Alata ( Vittorio Veneto) - 1h04'51"
- Bronzo alla Mezza maratona di Recanati ( Recanati) - 1h05'23"
- 20º alla BOclassic ( Bolzano) - 30'38"
- 6º al Memorial Peppe Greco ( Scicli) - 30'01"

2006
- Argento alla Maratona di Firenze ( Firenze) - 2h12'18"
- Oro alla Marcialonga Running - 1h15'04"
- 9º alla Mezza maratona di Udine ( Udine) - 1h04'44"
- 7º al Memorial Peppe Greco ( Scicli) - 30'39"

2012
- Bronzo alla Mezza maratona di Terrasini ( Terrasini) - 1h10'20"

2019
- 6º alla Mezza maratona di Catania ( Catania) - 1h06'39"

2020
- Argento alla Maratona di Ragusa ( Ragusa) - 2h45'56"